# Ірмтраут
Ірмтраут (нім. Irmtraut) — громада в Німеччині, розташована в землі Рейнланд-Пфальц. Входить до складу району Вестервальд. Складова частина об'єднання громад Реннерод.
Площа — 4,52 км2. Населення становить 765 ос. (станом на 31 грудня 2020).